# Унга (приток Ангары)
Унга́ — река в Прибайкалье (Иркутская область), приток Ангары. Длина реки — 85 км. Площадь водосборного бассейна — 1660 км².
Начинается к северу от села Моисеевка. Течёт в северо-восточном направлении через населённые пункты Ханжиново, Тыреть 1-я, Корсунгай и Семёновское. Протекает через Балаганско-Нукутскую лесостепь. Характеризуется малой водностью: в районе села Семёновского среднегодовой сток составляет 23 мм. Высота устья — 401,7 м над уровнем моря.

## Топонимика
- по-якутски «Унга» — правый
- по-бурятски «Унгэ» — цвет

## История
В период с V по X—XI века долина Унги была заселена курыканами, тюркским народом, считающимся предками якутов. Впоследствии курыканы были оттеснены на север предками бурят, в результате долина Унги была занята племенем булагатов. В середине XVII века в устье Унги был заложен Балаганский острог, послуживший отправной точкой русской колонизации Верхнего Приангарья. В настоящее время старый город Балаганск, образовавшийся на месте одноимённого острога, затоплен водами Братского водохранилища, а современный Балаганск построен в отдалении от старого.
По обеим сторонам реки Унги стоял населённый пункт Матаган, ныне упразднённый. На реке, в пределах территории современного Ханжиновского муниципального образования, находился упразднённый населённый пункт Агильмай.

## Притоки
Объекты перечислены по порядку от устья к истоку.
- 7 км: Ей (лв)
- 8 км: Тангутка (лв)
- 15 км: Куйта (лв)
- 28 км: Хайтик (лв)
- 48 км: Тыреть (лв)
- 61 км: Дархан (лв)
- 68 км: Яндон (лв)

## Данные водного реестра
По данным государственного водного реестра России относится к Ангаро-Байкальскому бассейновому округу. Код водного объекта — 16010100812116200005126.